# هارييت هنت
هارييت هنت (بالإنجليزية: Harriet Hunt)‏ هي لاعبة شطرنج بريطانية، ولدت في 4 فبراير 1978 في أكسفورد في المملكة المتحدة.

## وصلات خارجية
- هارييت هنت على موقع الاتحاد الدولي للشطرنج (الإنجليزية)
- هارييت هنت على موقع مباريات الشطرنج (الإنجليزية)
- هارييت هنت على موقع 365Chess.com (الإنجليزية)
- هارييت هنت على موقع Chesstempo.com (الإنجليزية)
- هارييت هنت سجل أولمبياد الشطرنج للسيدات على موقع OlimpBase.org (الإنجليزية)